# Isabella Soric
Isabella Soric (Fürth, Alemania, 1 de diciembre de 1988) es una actriz y presentadora de televisión alemana.

## Trayectoria
Soric se convirtió en la protagonista de la serie corta de Disney Channel Kurze Pause. Además participó en los Estados Unidos en los Disney Channel Games 2007 y 2008 de Disney Channel, y papeles de reparto en otras series y películas. Es también una presentadora en Disney Channel Be a Star - Der Hannah Montana Gesangswettbewerb  y cantó en 2008 junto a Florian Ambrosius la versión alemana de la canción de la banda sonora de la Disney Channel Original Movies Camp Rock So bin ich (This Is Me).

## Filmografía

### Series
- Disneys Kurze Pause (2006-2008) - Julia
- Life Bites (2007)
- Disney Channel Games (2007-2008) - Ella misma (Parte del equipo azul)
- Una casa llena de hijas (2010) - Jana Vogel

### Programas
- Be a Star - Der Hannah Montana Gesangswettbewerb (2008) - Ella misma (Presentadora)

### Videos musicales
- 2008: So bin ich (This Is Me), la versión alemana, parte del soundtrack de la Película Original de Disney Channel Camp Rock.

## Discografía

### Sencillos
- 2008: So bin ich (This Is Me)